# Cour de discipline budgétaire et financière
 (juin 2018).
La Cour de discipline budgétaire et financière (CDBF) était une juridiction administrative spécialisée française, de nature répressive, ayant pour objet de sanctionner les atteintes aux règles régissant les finances publiques commises par toute personne intervenant dans la gestion des affaires publiques. 

## Histoire
Instituée par une loi du 25 septembre 1948, elle a été supprimée par une ordonnance du 23 mars 2022 et n'existe plus depuis le 1er janvier 2023. Depuis cette date, une chambre spécialisée de la Cour des comptes est désormais compétente pour connaître de la responsabilité des gestionnaires publics.
Jusqu'à cette date, la CDBF est compétente pour juger des actes de certains gestionnaires publics, peut avoir à connaître de leurs actes d'engagement, de liquidation et d'ordonnancement des dépenses. Toutefois, les justiciables qui peuvent exciper d'un ordre écrit de leur supérieur hiérarchique ne sont passibles d'aucune sanction. La CDBF juge les fautes graves de gestion des responsables d'entreprises publiques. Elle peut connaître, dans certains cas très limités, des irrégularités des actes des chefs d'exécutif locaux (président du conseil régional, président du conseil départemental, maire, etc.). Elle n'est pas compétente pour les actes personnellement signés par les ministres, dont la responsabilité s'inscrit exclusivement dans le cadre du contrôle exercé par l'Assemblée nationale sur le gouvernement.
Elle est composée à parité de magistrats de la Cour des comptes et de membres du Conseil d'État. Elle rend de quatre à sept décisions par an et en moyenne cinq par an. Ses décisions sont susceptibles de faire l'objet d'un pourvoi en cassation devant le Conseil d'État.
La Cour siège au palais Cambon, à Paris, qu'elle partage avec la Cour des comptes.

## Organisation
La Cour est composée :
- du premier président de la Cour des comptes, qui la préside ;
- du président de la section des finances du Conseil d'État, qui en est le vice-président ;
- de cinq conseillers maîtres à la Cour des comptes et de cinq conseillers d'État, nommés pour cinq ans par décret pris en conseil des ministres[4].

Le ministère public de cette juridiction est assuré par le procureur général près la Cour des comptes et par des magistrats qui le représentent ou l'assistent.
L'instruction des affaires est confiée à des rapporteurs, désignés par le président, et qui sont choisis parmi des membres du Conseil d'État, des magistrats de la Cour des comptes, des membres du corps des tribunaux administratifs et des cours administratives d'appel et des magistrats des chambres régionales des comptes qui ont été nommés par arrêté du Premier ministre.
La Cour siège à la Cour des comptes, dont les services assurent son secrétariat. Un conseiller référendaire de la Cour des comptes assure, à mi-temps, les fonctions de secrétaire général de la Cour de discipline budgétaire et financière. Un greffier assermenté, nommé par arrêté du Président de la CDBF, est chargé de gérer les dossiers des instances.

## Compétences
La CDBF juge les ordonnateurs, alors que les comptables publics sont jugés par la Cour des comptes et les chambres régionales et chambres territoriales.
Est justiciable de la Cour :
- toute personne appartenant au cabinet d'un membre du Gouvernement ;
- tout fonctionnaire ou agent civil ou militaire de l'Etat, des collectivités territoriales, de leurs établissements publics ainsi que des groupements des collectivités territoriales ;
- tout représentant, administrateur ou agent des autres organismes qui sont soumis soit au contrôle de la Cour des comptes, soit au contrôle d'une chambre régionale des comptes ou d'une chambre territoriale des comptes[8].

Les membres du Gouvernement et les élus locaux ne le sont pas, sauf exceptions, par exemple lorsqu’ils ont émis un ordre de réquisition ayant procuré à autrui un avantage injustifié au préjudice de la collectivité. A la suite de la loi du 29 janvier 1993 (n°93-122), les élus locaux étaient également justiciables devant CDBF pour l'infraction d'inexécution d'une décision de justice (anciens articles L. 314-1 et L. 313-12 du code des juridictions financières).
Tout justiciable condamné sera passible d'une amende dont le minimum ne pourra être inférieur à 150 euros et dont le maximum pourra atteindre le montant du traitement ou salaire brut annuel qui lui était alloué à la date à laquelle le fait a été commis.

## Activité
L'activité de la CDBF s'est caractérisé par sa rareté. Elle a rendu au total 264 décisions, soit une moyenne de 4 par ans. Les dernières années de la Cour ont cependant été dynamisé avec l'arrivée de la nouvelle Procureure générale près la Cour des comptes, Catherine Hirsch.  
Elle est saisie en moyenne d'une quinzaine d'affaires par an depuis 2006, dont environ la moitié sont classées avant jugement. 